# 工人反对派
工人反对派（羅馬化：Rabochaya oppozitsiya）是1920年出现的俄国共产党（布尔什维克）内部派系，起因是苏维埃俄国的官僚化现象日益严重。工人反对派主张将国家经济管理权移交给工会。该派系由亚历山大·什利亚普尼科夫、谢尔盖·梅德韦杰夫、亚历山德拉·柯伦泰和尤里·卢托维诺夫领导。1921年，该派系在俄国共产党（布尔什维克）第十次代表大会上被击败，随后瓦解。在某些方面上，它与德国的委员会共产主义运动十分相似。

## 相关作品
- 《钢铁是怎样炼成的》，该书主人公保尔·柯察金曾因反对弗拉基米尔·列宁的新经济政策，支持工人反对派而被区团委开除。